# Варязький провулок (Київ)
Варя́зький прову́лок — провулок в Шевченківському районі міста Києва, місцевість Кудрявець. Пролягає від вулиці Січових Стрільців до Покровського монастиря.

## Історія
Провулок виник у середині XIX століття, мав назву Діоні́сівський, імовірно, від Діонісівської домашньої церкви великої княгині Олександри Петрівни Романової — засновниці та першої ігумені Покровського монастиря. За міським розкладом належав до 4-го розряду, 1914 року переведений одразу до 1-го розряду.
Перейменування назву на честь російського психіатра Володимира Бехтерєва провулок отримав у 1939 році (повторні рішення про перейменування — 1944 та 1952 роки).
Сучасна назва на честь скандинавських воїнів, яка виникла на руському ґрунті в середовищі скандинавів-найманців наприкінці IX — початку X століття Варягів — з вересня 2024 року.

## Забудова
З давніх споруд збереглися капітальні будівлі кінця XIX — початку ХХ століття; сучасна забудова більшою мірою враховує історичне середовище.
Будинок № 13-А — колишній прибутковий будинок Покровського монастиря. Збудований у 1913 році, архітектор — Євген Єрмаков. Той самий архітектор збудував і притулок для прочан монастиря — будинок № 12 (1912–1913 рр.).
На Діонісівському (іще він звався Денисівським) провулку, 15, був студентський гуртожиток педагогічного технікуму, але там мешкали студенти і з інших закладів. Тепер там відновлено Свято-Покровський жіночий монастир.

## Персоналії
У будинку № 3-А жив український письменник Юрій Заруба, у будинку № 8 (не зберігся) — український письменник Іван Нечуй-Левицький. У будинку № 5 (кв. 6) проживав академік живопису Володимир Менк, а у будинку № 6 — художник Опанас Рокачевський.
У 1906–1908 роках у будинку № 4 (не зберігся) проживала родина письменника Михайла Булгакова.
У будинку № 13 мешкав Вілен Барабой — спеціаліст у галузі експериментальної онкології, доктор медичних наук, професор, лаурет кількох премій, в тому числі й Державної премії України у галузі науки і техніки. У будинку 13-А мешкав доктор історичних наук Іван Слинько.

## Пам'ятники
На території посольства Куби встановлено бюст видатного кубинського філософа, поета та революціонера Хосе Марті.